# Pretty Little Liars: Original Sin
Pretty Little Liars: Original Sin é uma série de televisão via streaming estadunidense de mistério e drama criada por Neil Patel para a HBO Max. A série é uma sequência de Pretty Little Liars: The Perfectionists e foi baseada no romance de 2014 The Perfectionists de Sara Shepard. 
A Warner Bros. anunciou o desenvolvimento da série com Aguirre-Sacasa como showrunner em setembro de 2020. Recebeu um pedido direto para a série pela HBO Max no final do mesmo mês. As filmagens acontecem no Estado de Nova York e começaram durante a pandemia de COVID-19. É a primeira série da franquia a não ser transmitida pela ABC Family/Freeform e a ser transmitida em um serviço de streaming de televisão. 

## Elenco e personagens

### Principal
- Bailee Madison como Imogen Adams[3]
- Chandler Kinney como Tabby Haworthe
- Zaria como Faran Bryant
- Malia Pyles como Minnie "Mouse" Honrada
- Maia Reficco como Noa Olivar
- Mallory Bechtel como Karen e Kelly Beasley
- Alex Aiono como Shawn Noble
- Lea Salonga como Elodie Honrada
  - Emily Bautista como Elodie (jovem)

### Recorrente
- Robert Stanton como Marshall Clanton
- Jeffrey Bean como Mr. Smithee
- Ben Cook como Henry
- Lilla Crawford como Sandy
- Jennifer Ferrin como Martha Beasley
- Derek Klena como Wes
- Jordan Gonzalez como Ash